# Karel Kaura
Karel Kaura (* 19. října 1931) je bývalý československý fotbalista, útočník.

## Fotbalová kariéra
V lize hrál ÚDA Praha a Spartak Praha Stalingrad. V lize odehrál 90 utkání a dal 18 gólů. V roce 1953 získal s ÚDA Praha mistrovský titul.